# Коргиш
Коргиш — деревня в Ярославском районе Ярославской области. Входит в состав Туношенского сельского поселения.

## География
Находится в восточной части Ярославской области на расстоянии приблизительно 15 км на восток-юго-восток по прямой от станции Ярославль на левом берегу реки Туношна.

## История
В 1859 году здесь (деревня Ярославского уезда Ярославской губернии) было учтено 16 дворов, в 1898 — 13.

## Население
Численность населения: 100 человек (1859 год), 51 (русские 96 %) в 2002 году, 47 в 2010.